# Anke Reiffenstuel

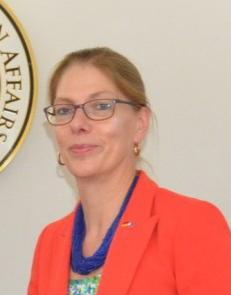
Anke Reiffenstuel

Anke Reiffenstuel (* 7. Oktober 1968 als Anke Oettler in Halle (Saale)) ist eine deutsche Diplomatin. Sie ist seit Mitte 2023 Beauftragte für Außenwissenschafts-, Bildungs- und Forschungspolitik im Auswärtigen Amt. Vorher war sie von August 2019 bis Juli 2023 Botschafterin auf den Philippinen.

## Leben
Nach dem Besuch der Polytechnischen Oberschule Wettin von 1975 bis 1985 und der Erweiterten Oberschule August Hermann Francke in Halle von 1985 bis zum Abitur 1987 studierte Anke Reiffenstuel von 1987 bis 1992 Deutsch und Englisch an der Martin-Luther-Universität in Halle und schloss das Studium mit einem M.A. in Deutsch und Literatur ab.
Reiffenstuel ist mit dem Diplomaten Michael Reiffenstuel verheiratet. Das Paar hat drei Kinder.

## Laufbahn
Anke Reiffenstuel begann 1993 den Vorbereitungsdienst für den höheren Auswärtigen Dienst, welchen sie 1995 abschloss. Zwischen mehreren Verwendungen in der Zentrale des  Auswärtigen Amts in Berlin diente sie an den Botschaften in London (1997–1999), Neu-Delhi (2002–2005) und Kairo (2009–2012). Ab 2012 war sie zunächst Stellvertretende Referatsleiterin und ab 2016 Leiterin des Referats für Humanitäre Hilfe und Humanitäres Minenräumen im Auswärtigen Amt. In dieser Funktion war sie auch Mitglied des Stiftungsbeirats des Deutschen Zentralinstituts für soziale Fragen.
Von August 2019 bis Juli 2023 war Anke Reiffenstuel als Nachfolgerin von Gordon Kricke Botschafterin in Manila (Philippinen). Außer den Philippinen gehörten die Marshallinseln, die Föderierten Staaten von Mikronesien und Palau zu ihrem Amtsbezirk. Mitte 2023 wurde Andreas Pfaffernoschke ihr Nachfolger als Botschafter in Manila und sie wechselte als Beauftragte für Außenwissenschafts-, Bildungs- und Forschungspolitik in die Zentrale des Auswärtigen Amts. Mit diesem Amt übernahm sie auch den Co-Vorsitz der deutschen Fulbright-Kommission.